# Peniskoker

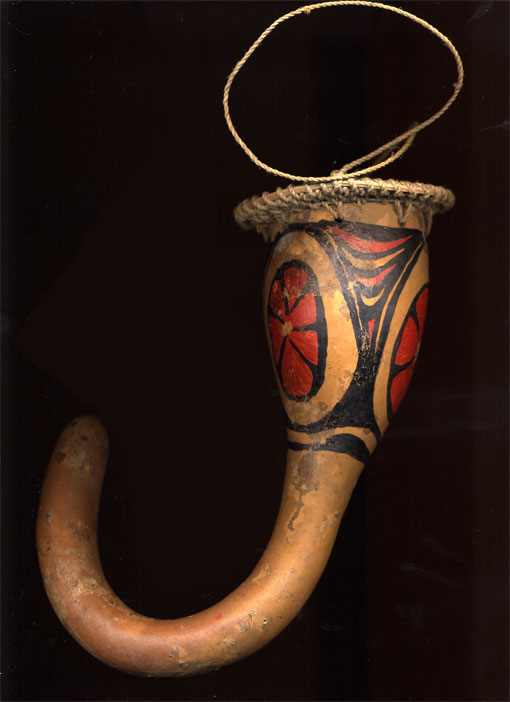
Koteka-souvenir

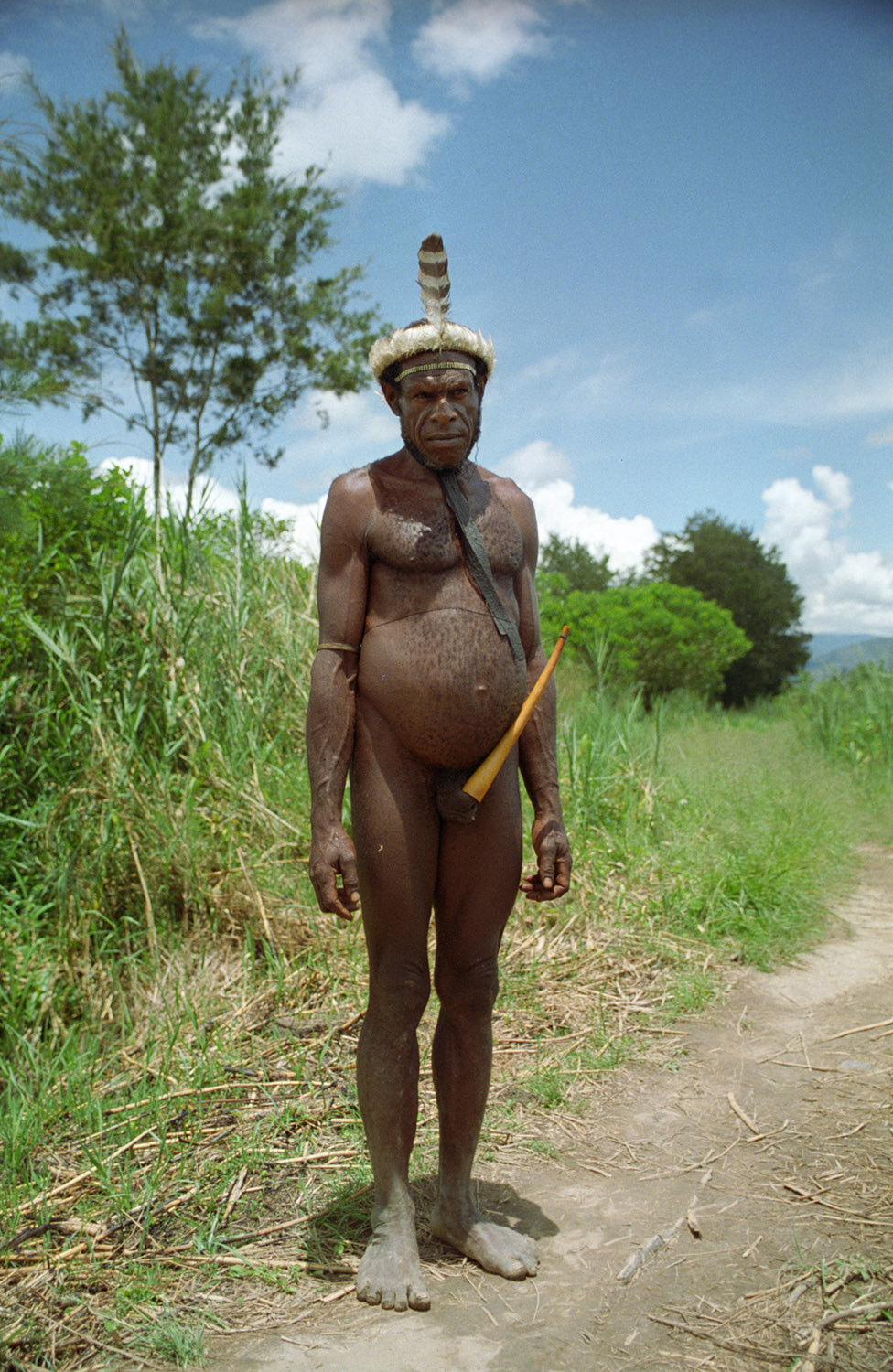
Een Dani-man demonstreert het dragen van een holim

Een peniskoker, holim (Dani) of koteka (Indonesisch, maar door de Dani als beledigend ervaren) is een kledingstuk van de mannelijke bewoners van onder andere de centrale bergen in Nieuw-Guinea of bepaalde streken in Afrika en Zuid-Amerika waarmee de penis aan het zicht wordt onttrokken. Peniskokers worden of werden gedragen door verschillende volkeren in de bergen van de Indonesische provincie Papoea, bij de Bassari, Coniagui en Sombas in Afrika, de Parintintin in Zuid-Amerika en in mindere mate door volkeren in Papoea-Nieuw-Guinea. Peniskokers worden vandaag nog veel gedragen onder de Dani in de Baliemvallei, de Westelijke Dani of Lani, de Amungme, de Ekagi, de Yali, de Nduga en de Ngalum, volkeren uit het binnenland van Papoea.

## Materiaal
Een peniskoker is onder andere gemaakt van een fleskalebas, die tijdens de groei in het gewenste model wordt geforceerd. Kalebassen worden verbouwd langs de randen van hutten en tuinhekjes in de dorpen in het binnenland. Ook worden zoals (destijds) bij de West-Afrikaanse Bassari, Coniagui en Somba wel peniskokers gevlochten uit onder andere gras- of rietvezels. Bij de Zuid-Amerikaanse Xavante en de Kayapo werden ze uit een blad gevouwen.

## Gebruik
Een peniskoker wordt meestal omhoog gericht gedragen; een touw rond het middel houdt de koker in positie. Dit is ongetwijfeld met de bedoeling een permanente erectie uit te beelden - een peniskoker is dan ook eerder een accentuering dan een bedekking van de schaamdelen. Aan de onderzijde wordt de peniskoker met een touwtje om mannelijke geslachtsdelen zoals de balzak (scrotum) gebonden.
Jonge mannen die dagelijks veel fysieke arbeid verrichten, dragen liever een korte peniskoker met een brede opening aan de bovenzijde. Het bovendeel van de peniskoker wordt soms als opbergruimte gebruikt. Papoea's in de Baliemvallei dragen hierin soms een rode doek, die bij feesten ter versiering om het middel wordt gewonden. Dergelijke peniskokers staan dagelijkse werkzaamheden niet in de weg. Kinderen gaan er mee naar school en weigerden tijdens de 'Operatie Koteka' om naar school te gaan als ze daar hun traditionele holim (peniskoker) wegens preutse zendelingen en regeringsambtenaren niet meer mochten dragen. Oudere Papoea's gebruiken de peniskoker vaak als symbool om persoonlijk gewicht en status mee uit te drukken. Zij dragen vooral langere en meer imposante peniskokers, waarvan het uiteinde soms wordt versierd met bont van de koeskoes (een buideldier), en veren van de paradijsvogel.
Een peniskoker maakt deel uit van de uitdossing van de mannelijke Papoea. Tot die uitdossing behoren ook pruiken, hoofdtooien en hals- en nekversieringen van kauri-schelpen, schelpjes die vroeger als ruilmiddel werden gebruikt.
Peniskokers zijn breekbaar en het gebeurt in het dagelijks leven wel dat er een in stukken uiteenvalt.

## Naamgeving
In de taal van de Dani in de Baliemvallei wordt de peniskoker Holim genoemd. Vaak wordt de naam Koteka gebruikt, een woord uit de taal van de Ekagi.

## Kledingnormen
Hoewel Papoea's met peniskoker naar westerse ogen vrijwel naakt zijn, voelen de Papoea's zelf dit niet zo aan. Juist met een fatsoenlijke peniskoker voelen zij zich gekleed, echter zonder peniskoker heeft een Papoea-man een gevoel van schaamte.
Vertegenwoordigers van de Nederlandse regering, de zending en de missie hebben in de periode voor 1962, toen Papoea koloniaal nog deel uitmaakte van het Nederlandse koninkrijk onder de naam Nederlands-Nieuw-Guinea, geprobeerd de Papoea's over te halen tot het dragen van westerse kleding. Na de overdracht van het bestuur aan Indonesië in 1963 namen de Indonesische machthebbers dit koloniale beleid over. Op 15 juni 1971 werd door de militaire commandant van Papoea (toen Irian Jaya), Acub Zainal de Operasi Koteka gestart, die tot doel had het beschavingspeil van de gemeenschap in de binnenlanden van West Irian te verbeteren door de Papoea's te verplichten Indische of westerse kleding te dragen. De operatie moest van start gaan op 17 augustus 1971, de dag die door Zainal D-Day werd genoemd, en had mede ten doel de bevolking van de binnenlanden te binden aan Indonesische normen en waarden. De Papoea's waren onder dwang echter niet te bewegen hun kleding aan te passen en weigerden. De Operasi Koteka mislukte.
Voor sommige Papoea's is het dragen van een peniskoker als vorm van culturele dekolonisatie een uiting geworden van een eigen identiteit in de strijd tegen wat zij aanvoelen als een overheersing van hun land door Indonesië. De invloed van westerse normen en waarden wordt echter in het binnenland van Papoea steeds groter, deels door de niet aflatende invloed van westerse zendingsgenootschappen. Na 1980 is het aantal Papoea's dat nog een peniskoker draagt minder geworden.

## Toerisme
In Wamena, een stad in de Baliemvallei, worden peniskokers voornamelijk gedragen door volwassen mannen die geld verdienen door zich door toeristen te laten fotograferen. De traditionele Papoea-dracht wordt door het toenemende toerisme steeds meer een onderdeel van het toeristisch product. Papoea's die zich laten fotograferen zijn meestal volledig uitgedost op een wijze die vroeger alleen bij feesten en bijzondere gebeurtenissen gebruik was. Echter, bij een bezoek aan Wamena en de Baliem Vallei is het zeker nog mogelijk authentieke mannen, waarbij naast volwassenen, ook jongere (school)jongens inbegrepen, tegen te komen, die de peniskoker (ook traditioneel op school) gewoon als dagelijkse kleding dragen en niet enkel als toeristische attractie.

## Yali
Mannen van het Yali-volk in de bergen ten zuidoosten van de Baliemvallei dragen een peniskoker in combinatie met een groot aantal rotanringen, die vanaf de naar voren stekende koker tot aan de nek het hele lichaam afdekken. Soms wordt om de rotanringen nog een van touw gevlochten hesje gedragen. De dracht is bedoeld als een eenvoudig harnas waarin in geval van oorlog vijandelijke pijlen blijven steken.

## Verder buiten Nieuw-Guinea
Niet alleen op Nieuw-Guinea, maar ook in andere gebieden van Oceanië zoals onder andere op Pentecost en Tanna in Vanuatu, in West-Afrika bij de Coniagui en de Somba of in Zuid-Amerika bij de Parintintin werden of worden nog peniskokers gedragen. Bij onder andere de Kayapo en de Xavante bedekte de peniskoker slechts het voorste gedeelte (voorhuid) van de penis.